# Любомила Станиславова
Любомила Станиславова Станиславова е български политик от ГЕРБ, народен представител от парламентарната група на ГЕРБ в XLI народно събрание.

## Биография
Любомила Станиславова е родена на 22 юли 1983 година в град София, България. Завършила е Национална гимназия за древни езици и култури, след това специалност „Реклама и фотография“ в Нов български университет.
В периода от 2008 до 2009 година е главен експерт в направление „Култура“ в община Белоградчик. Младши специалист в отдел „Връзки с обществеността“ в община Белоградчик.
На парламентарните избори през 2009 година е избрана за народен представител от листата на ГЕРБ.

### Парламентарна дейност
- XLI народно събрание – член (от 14 юли 2009)
- Парламентарна група на ПП ГЕРБ – член (от 14 юли 2009)
- Комисия по културата, гражданското общество и медиите – член (от 29 юли 2009)
- Постоянна делегация на Народното събрание в Парламентарното измерение на Централноевропейската инициатива – член (от 4 септември 2009)
- Група за приятелство България – Белгия – член (от 23 октомври 2009)
- Група за приятелство България – Великобритания – член (от 23 октомври 2009)
- Група за приятелство България – Египет – член (от 23 октомври 2009)
- Група за приятелство България – Република Корея – член (от 23 октомври 2009)
- Група за приятелство България – Литва – член (от 23 октомври 2009)
- Група за приятелство България – САЩ – член (от 23 октомври 2009)
- Група за приятелство България – Унгария – зам.-председател (от 23 октомври 2009)
- Група за приятелство България – Холандия – член (от 23 октомври 2009)
- Група за приятелство България – Хърватия – член (от 23 октомври 2009)
- Група за приятелство България – Япония – член (от 23 октомври 2009)

#### Внесени законопроекти
- Законопроект за допълнение на Закона за морските пространства, вътрешните водни пътища и пристанищата на Република България
- Законопроект за изменение и допълнение на Закона за радиото и телевизията
- Законопроект за изменение и допълнение на Закона за радиото и телевизията
- Законопроект за изменение и допълнение на Закона за собствеността и ползуването на земеделските земи
- Законопроект за изменение и допълнение на Закона за съдебната власт
- Законопроект за изменение и допълнение на Закона за устройството на държавния бюджет
- Законопроект за изменение и допълнение на Конституцията на Република България
- Законопроект за изменение и допълнение на Наказателно-процесуалния кодекс
- Законопроект за изменение на Закона за народните читалища
- Проект на Изборен кодекс